# Copycat (Patrick Ouchène)
Copycat is een nummer van Patrick Ouchène. Het is tevens het nummer dat voor België deelnam aan het Eurovisiesongfestival 2009. Het lied werd intern gekozen door de RTBF. Op het festival zelf deed het lied het niet goed: Patrick Ouchène eindigde voorlaatste in zijn halve finale met 1 punt van Armenië. Enkel Tsjechië deed, zonder punten, nog slechter.

## Resultaat halve finale
| Plaats | Land      | Artiest           | Lied        | Punten |
| ------ | --------- | ----------------- | ----------- | ------ |
| 16     | Bulgarije | Krassimir Avramov | Illusion    | 7      |
| 17     | België    | Patrick Ouchène   | Copycat     | 1      |
| 18     | Tsjechië  | Gipsy.cz          | Aven Romale | 0      |